# محمد غلدي
محمد غَلدي (بالتركية: Mehmet Geldi)‏, (ولد: 1960, قرية «آق كايا» في قضاء دَرَلي في غيرَسُنْ، تركيا) سياسي تركي. ونائب سابق في البرلمان التركي في دورته (24) ممثلا عن حزب العدالة والتنمية.